# Genoveffa di Parigi
Genoveffa (in francese Geneviève) (Nanterre, 411/416 – Parigi, 3 gennaio 502) è stata una religiosa franca, venerata dalla Chiesa cattolica come santa e patrona di Parigi e della Gendarmeria Nazionale.

## Agiografia

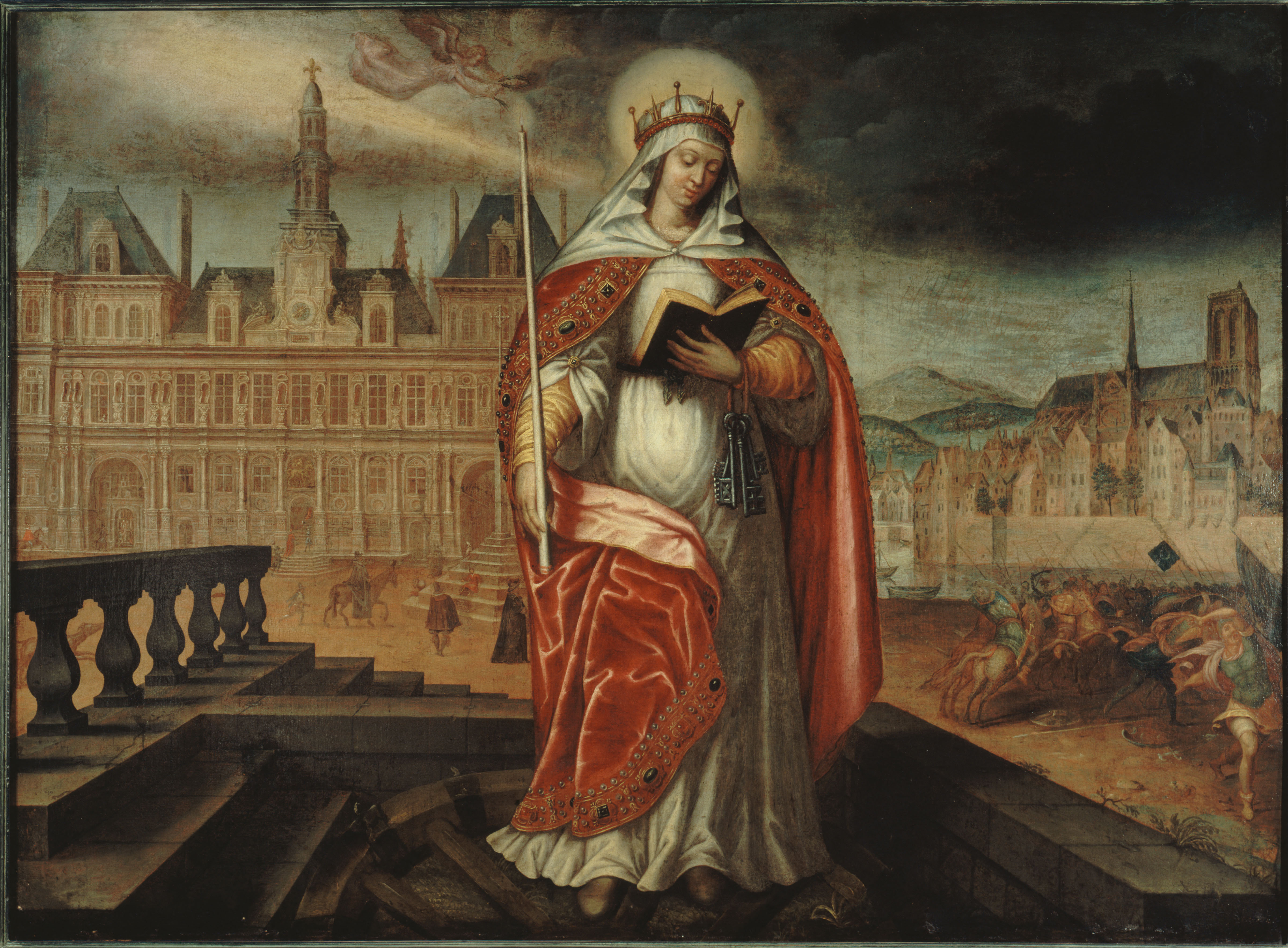
Anonimo francese, Santa Genoveffa come patrona di Parigi, 1615-1625 circa (Parigi, museo Carnavalet).

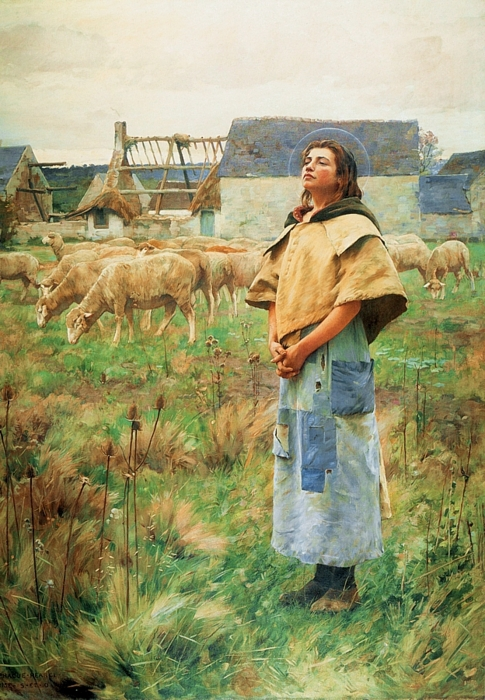
Charles Sprague Pearce, Santa Genoveffa, 1887 (Seattle, Frye Art Museum).

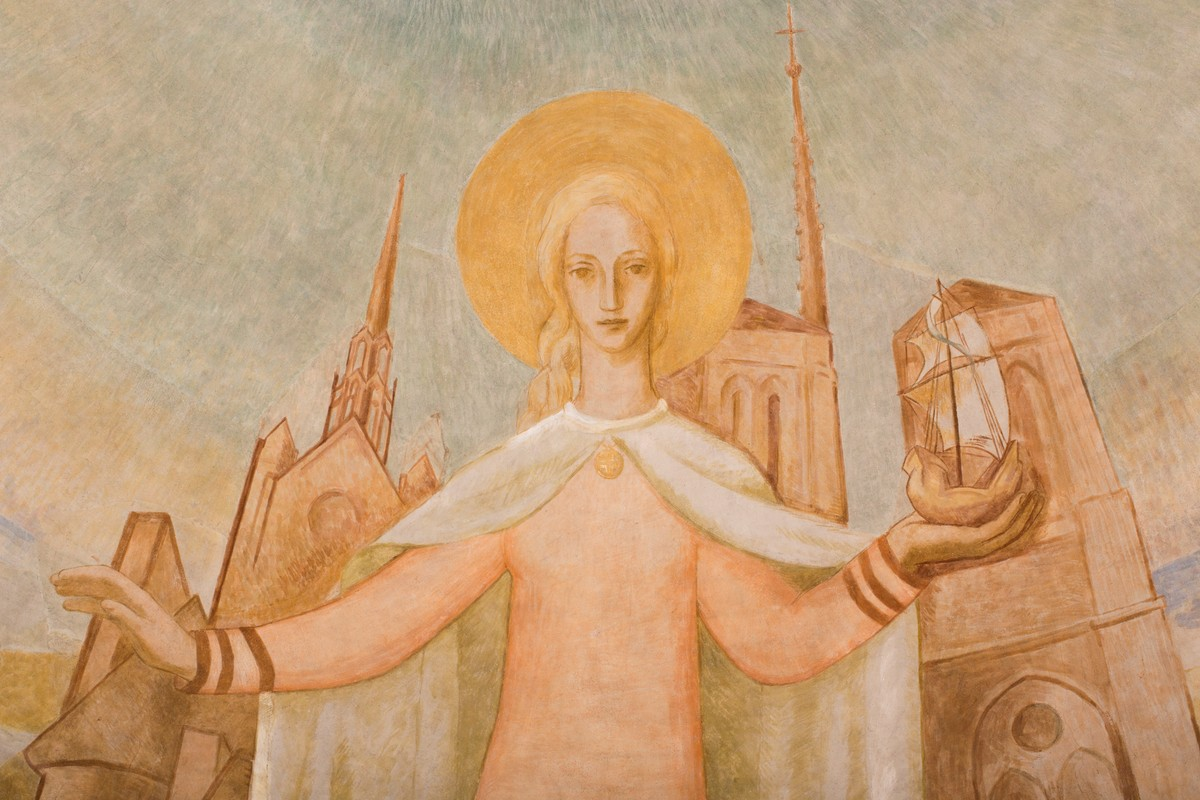
Leon Toublanc, Santa Genoveffa benedice e protegge Parigi, tra il 1926 e il 1937 (Nanterre, cattedrale dei Santi Genoveffa e Maurizio).

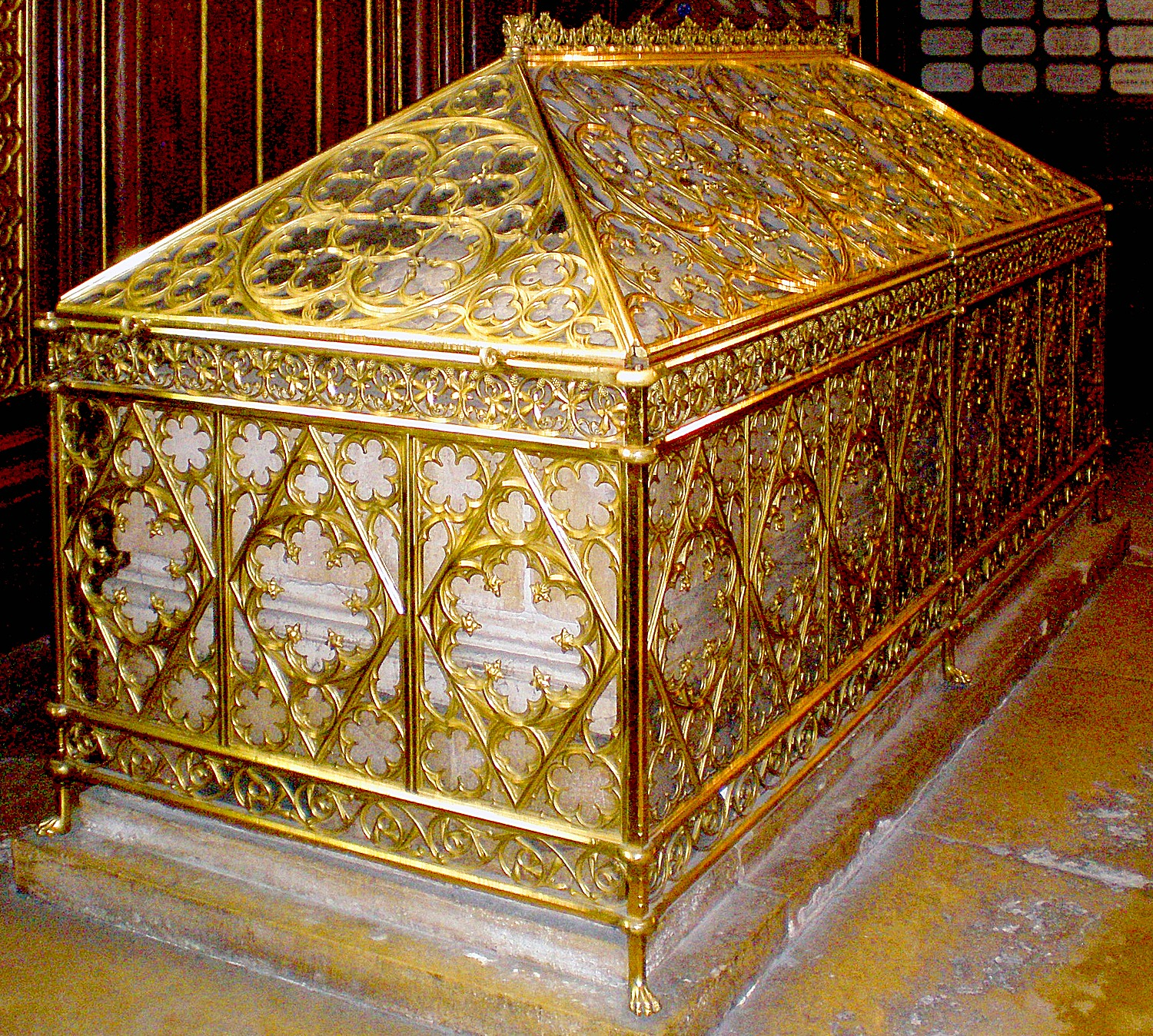
Il sarcofago di santa Genoveffa nella chiesa di Saint-Étienne-du-Mont a Parigi.

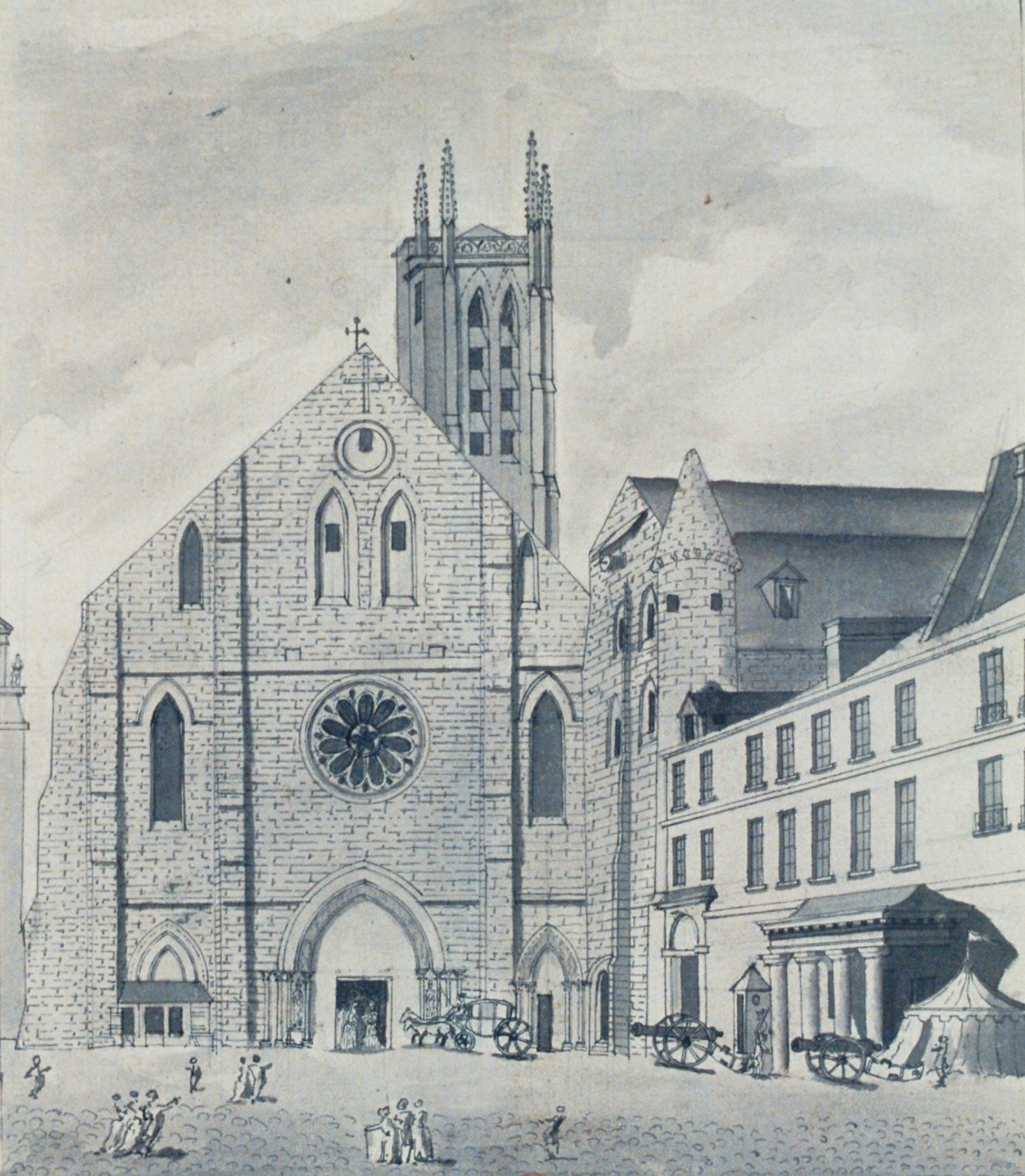
L'antica chiesa di Sainte-Genevieve-du-Mont a Parigi.

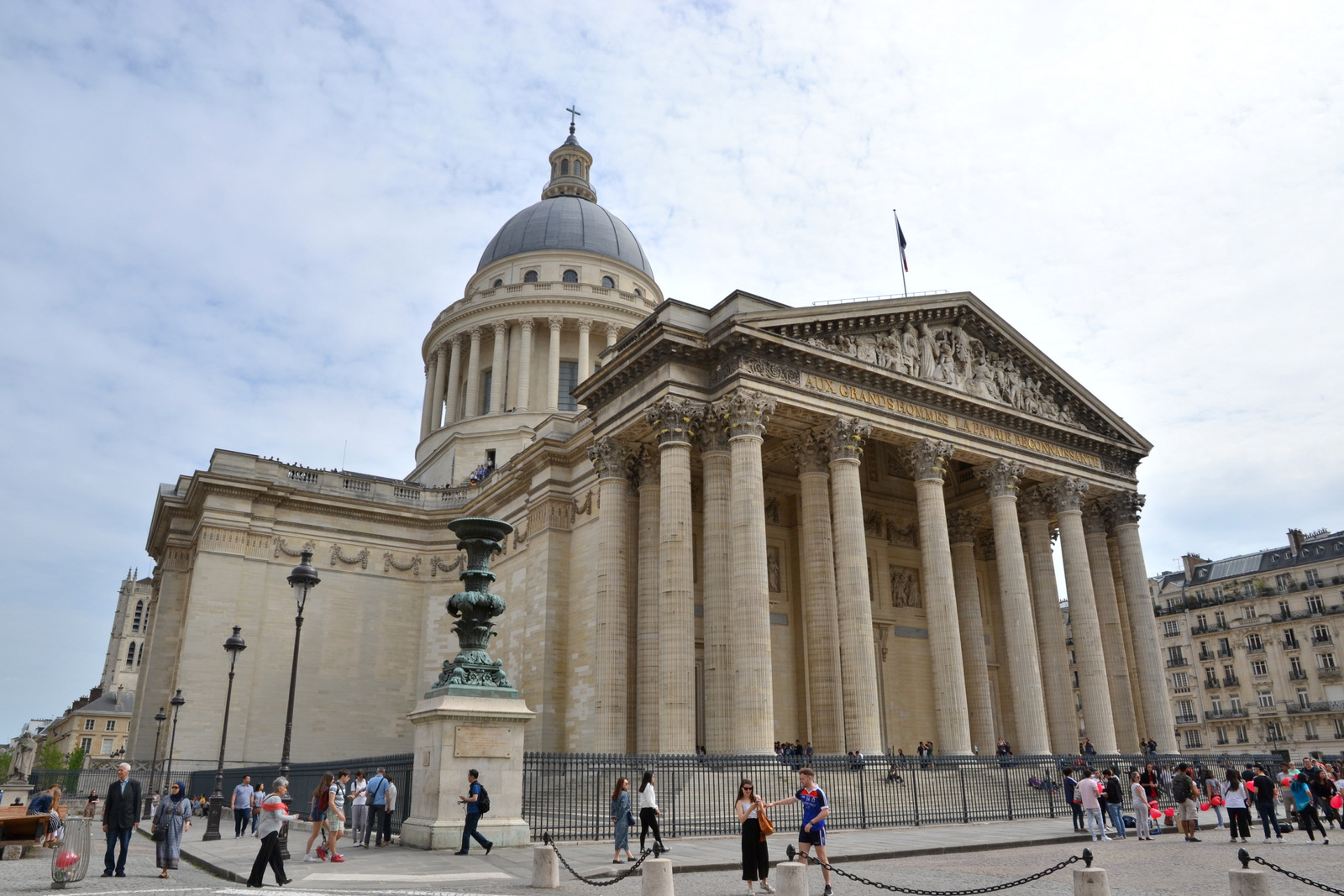
Il Panthéon di Parigi.

Il nome Geneviève in celtico significa "dalle bianche guance", potrebbe derivare dal germanico "Geno-veifa" e significare "nata dal grembo di una donna". Genoveffa nacque tra il 411 e il 416 in una famiglia di nobiltà gallo-romana. La madre Gerontia era di origine franca, il padre Severus, un franco romanizzato che latinizzò il nome (cosa insolita tra i militari franchi), era un magistrato di Nanterre, villaggio a 6 km da Parigi, allora Lutetia.
Nella Vita Genovefae, scritta da un anonimo circa vent'anni dopo la sua morte, ritenuta attendibile, anche se vi sono mescolate notizie storiche con fatti di leggenda, si legge che ancora bambina ebbe la ventura d'incontrare san Germano d'Auxerre che andava con san Lupo di Troyes in Britannia a cristianizzare quei popoli ed a contrastarvi il diffondersi del pelagianesimo nel 429; Geneviève doveva avere tra i tredici e i diciotto anni, e da questo incontro nacque la sua vocazione. Durante una veglia Germano le pose una mano sulla testa ed ebbe la rivelazione della sua futura santità.
Alla morte dei genitori, la nonna la portò a vivere a Parigi.
Così forte e illuminante fu la chiamata che, nell'età in cui le sue coetanee venivano date in moglie, e frequentemente morivano assai giovani di parto o restavano presto vedove, Geneviève scelse di restare vergine e di darsi a vita ascetica, mantenendo in questo modo lo status e la libertà che la sua nascita le consentiva e riservandosi ad una vita assai lunga e che i devoti considerano santa. La leggenda non lo dice, ma si può immaginare che anche l'intelligenza e la forza di carattere, che ebbe occasione di mettere in evidenza più avanti, abbiano spinto l'adolescente Geneviève a preferire la libertà dell'ascesi alla soggezione del matrimonio.
Sta di fatto che la vergine Geneviève rimase padrona in casa propria e mantenne, benché donna e probabilmente proprio in grazia della verginità difesa ed ostentata, il diritto di assumere le responsabilità pubbliche che erano tradizionali nella sua famiglia. Ella possedeva le chiavi del battistero della cattedrale di Parigi, situato sul lato settentrionale della chiesa di Saint-Étienne, dove sorge oggi rue de Cloître-Notre-Dame nell'Île de la Cité.
In questa veste, prima fece erigere la prima chiesa sul sepolcro di san Dionigi, il vescovo protomartire di Parigi. 
Poi, nel 451, quando si stavano avvicinando alla città gli Unni di Attila, dimostrò una grande forza d'animo convincendo i parigini a resistere ai barbari e a non abbandonare la città, pronunciando la celebre frase: «Che gli uomini fuggano, se vogliono e se non sono più capaci di battersi. Noi donne pregheremo Iddio così tanto che ascolterà le nostre suppliche.» Parigi fu difesa dai suoi abitanti, incoraggiati dalle esortazioni e dalle preghiere di Geneviève, (e anche confidando nelle mura di cui la città si era già dotata) e Attila, scoraggiato dall'inattesa resistenza, passò oltre e si diresse verso Orléans, dove poi fu sconfitto nella Battaglia dei Campi Catalaunici dal generale romano Flavio Ezio.
Cinque anni dopo, Meroveo, terzo re dei Franchi, mise sotto assedio Parigi, difesa ancora da una forte guarnigione di Romani, sotto il comando di Egidio e successivamente sotto quello del figlio Siagrio. Dopo la morte di Meroveo nel 457, l'assedio fu continuato dal figlio Childerico I, che dopo cinque anni la conquistò. Stavolta Geneviève non si oppose, presagendo che quella dinastia avrebbe contribuito a diffondere la fede cristiana fra i barbari. L'assedio e le conseguenti distruzioni nei dintorni avevano portato una grande carestia e gli abitanti, che non avevano più pane, morivano di fame. Geneviève allora, impietosita, guidò sulla Senna un gruppo di undici battelli fino a Troyes e passando di città in città, ottenne in dono dai mercanti un gran carico di grano, che riportò a Parigi, salvando così gli abitanti dalla fame.
Il viaggio fu accompagnato da molti miracoli.
Ad Arcis-sur-Aube guarì la moglie di un ufficiale romano di nome Passivus, paralitica da quattro anni. A Troyes, nella Champagne, ridiede la vista ad alcuni ciechi, liberò altri, indemoniati, e guarì molti malati. Liberò anche la Senna da due demoni che, nascosti sotto un grande albero, facevano naufragare i battelli che passavano vicino e che avevano tentato di rovesciare anche il battello della santa.
Tornata a Parigi si preoccupò che il grano fosse distribuito equamente a tutti e lei stessa, nella propria casa, si mise a cuocere il pane per i poveri.
La sua fama di santità intanto si era diffusa in tutto il mondo, tanto che alcuni mercanti parigini, che erano andati fino in Asia e avevano visitato san Simeone Stilita, raccontarono che il santo, che non la conosceva, ma che aveva avuto una particolare rivelazione divina su di lei, aveva loro chiesto di portare i suoi saluti a Geneviève, chiedendole di raccomandarlo nelle sue preghiere.
Fu molto rispettata dal re Meroveo e da suo figlio Childerico che, benché pagani, avevano una particolare venerazione per lei, considerandola quasi una dea così che per sua intercessione Childerico trattò meglio i prigionieri. Nel 481 il figlio e successore di Childerico, Clodoveo I, su suggerimento di Geneviève, liberò i prigionieri e nel 496 si convertì al Cristianesimo, riconoscendo l'autorità del papa.
La conversione di Clodoveo, fondatore della dinastia dei Merovingi, avvenne dopo la battaglia di Tolbiac contro gli Alemanni, in cui aveva invocato il soccorso di Cristo, nel quale già la moglie Clotilde credeva.
Geneviève, a quell'epoca, viveva ritirata in un romitorio in collina, sul Mons Lucotitius (quella che ancora oggi si chiama monte di Santa Genoveffa), nel Quartiere latino. Là passava intere giornate e settimane in stretta solitudine e in penitenza, piangeva tanto da bagnare abbondantemente il pavimento della cella. Si era anche data la regola di non uscire dalla sua celletta ogni anno dall'Epifania fino al Giovedì santo. Una donna, una volta, ebbe la curiosità di spiare la santa per vedere che cosa facesse durante un così lungo isolamento, ma appena mise l'occhio a una fessura della porta, restò subito accecata. Riebbe la vista solo quando, alla fine della Quaresima, Geneviève uscì, pregò per lei e le fece un segno di croce sugli occhi. Là riceveva e rafforzava nella fede i suoi discepoli come sant'Aude, ma il più noto e importante fu Clodoveo, primo re dei franchi convertito al cattolicesimo, anche sotto l'influenza della regina, santa Clotilde.
Verso la fine della sua vita, convinse Clodoveo a costruire nello stesso posto una chiesa dedicata ai santi Pietro e Paolo.
Tutta la vita di Geneviève fu dedicata all'ascesi, alle penitenze e alle preghiere, digiunava perennemente, infatti mangiava solo due volte la settimana, il giovedì e la domenica, un pezzo di pane d'orzo e fave bollite. Mantenne questo regime alimentare, strettamente vegetariano, dall'età di quindici anni fino ai cinquanta quando, sfinita dai digiuni, si lasciò convincere dai sacerdoti ad aggiungere alla sua dieta latte e pesce.
Ebbe visioni e fece profezie poi avveratesi. Per questo incontrò spesso l'ostilità dei suoi concittadini, che in più di un'occasione le si scagliarono contro. Fu difesa da San Germano d'Auxerre, che la sostenne sempre nella sua vocazione.
Geneviève morì nel suo eremo nel 502, a quasi 90 anni di età, il 3 gennaio, data che fu poi dedicata alla sua festa, e là fu sepolta. Nella stessa chiesa, accanto a Geneviève, fu seppellito Clodoveo e molto più tardi anche la regina.
Nel 520 la chiesa fu dedicata a Geneviève (Sainte Geneviève-du-Mont).
Accanto alla chiesa nacque un monastero, affidato ai Benedettini, l'Abbazia di Santa Geneviève, ripetutamente saccheggiato dai normanni tra il IX e il X secolo, e infine assegnato ai canonici agostiniani, che lo tennero fino alla Rivoluzione e vi istituirono la Biblioteca, (il cui primo catalogo noto, risalente al XIII secolo, elenca 226 volumi). Essa divenne uno dei più importanti centri della cultura francese e riuscì a sopravvivere anche alle devastazioni della rivoluzione francese.
Nello studium sul monte di Santa Genoveffa insegnò anche Pietro Abelardo.
Le vicende delle reliquie di Genoveffa, così come le vicende edilizie del sito furono complesse e travagliate, seguendo le vicissitudini della storia francese:
- l'antica chiesa di Sainte Geneviève che il tempo aveva rovinato, nel 1746 era stata ricostruita e sormontata da una grande cupola in stile neoclassico. Durante la rivoluzione francese, nel 1791, l'Assemblea Costituente deliberò di sconsacrare la chiesa per trasformarla in un mausoleo che avrebbe accolto le spoglie dei francesi illustri, chiamandola Panthéon delle glorie nazionali. Nel 1793 la cassa che conteneva le reliquie della santa fu bruciata pubblicamente dai giacobini nella Place de Grève. La chiesa fu restituita al culto nel 1821, per essere nuovamente sconsacrata nel 1831. Napoleone III, nel 1852, la restituì nuovamente alla Chiesa cattolica. Nel 1870, durante la Comune di Parigi, i comunardi tornarono a disperdere le reliquie della santa. Nel 1885 la Chiesa riconsacrò il Pantheon dedicandolo nuovamente a santa Geneviève. Oggi in esso si svolgono funzioni religiose e commemorazioni civili.
- l'antica abbazia è attualmente il Lycée Henri IV, in esso svetta ancora il vecchio campanile, chiamato "torre di Clodoveo".
- nei pressi del monastero fu costruita nel 1492 la chiesa di Saint-Étienne-du-Mont, ripetutamente modificata. In essa vennero ricollocate le reliquie superstiti di Geneviève. Nella stessa chiesa riposano anche Blaise Pascal e Jean Racine.

## Culto
Il Martirologio Romano ha fissato la memoria liturgica il 3 gennaio.
Geneviève è sempre stata oggetto di un fervido culto dei parigini, che l'hanno invocata in occasione di grandi calamità, come le carestie, il colera e la peste, contro le alluvioni provocate dagli straripamenti della Senna, e contro la siccità.
Nel 1129 gli abitanti di Parigi furono colpiti da un'epidemia che allora venne definita mal des ardents, perché i soggetti colpiti morivano soffrendo di grandi bruciori interni. Morirono circa 14 000 persone. Molto probabilmente si trattò di ergotismo, un'intossicazione da Claviceps purpurea, ascomicete contaminante la segale. Dopo che i parigini ebbero portato in processione le reliquie di Geneviève nella cattedrale, l'epidemia cessò. L'anno seguente papa Innocenzo II, durante un sinodo a Clermont-Ferrand, confermò le virtù eroiche di Geneviève e fissò la commemorazione dell'evento per il 26 novembre.